# Sue Kaufman Prize for First Fiction
Der Sue Kaufman Prize for First Fiction ist ein jährlich von der American Academy of Arts and Letters verliehener Literaturpreis. Er wurde 1979 zur Erinnerung an die Autorin Sue Kaufman gestiftet und ist mit 5000 $ dotiert (Stand 2019). Ausgezeichnet wird das beste Debütwerk des vorhergehenden Jahres; zugelassen sind neben Romanen auch Kurzgeschichtensammlungen.

## Preisträger
- 1980: Jayne Anne Phillips – Black Tickets
- 1981: Tom Lorenz – Guys Like Us
- 1982: Ted Mooney – Easy Travel to Other Planets
- 1983: Susanna Moore – My Old Sweetheart
- 1984: Denis Johnson – Angels
- 1985: Louise Erdrich – Love Medicine
- 1986: Cecile Pineda – Face
- 1987: Jeannette Haien – The All of It
- 1988: Kaye Gibbons – Ellen Foster
- 1989: Gary Krist – The Garden State
- 1990: Allan Gurganus – Oldest Living Confederate Widow Tells All
- 1991: Charles Palliser – The Quincunx
- 1992: Alex Ullmann – Afghanistan
- 1993: Francisco Goldman – The Long Night of White Chickens
- 1994: Emile Capouya – In the Sparrow Hills
- 1995: Jim Grimsley – Winter Birds
- 1996: Peter Landesman – The Raven
- 1997: Brad Watson – Last Days of the Dog-Men
- 1998: Charles Frazier – Cold Mountain
- 1999: Michael Byers – The Coast of Good Intentions
- 2000: Nathan Englander – For the Relief of Unbearable Urges
- 2001: Akhil Sharma – An Obedient Father
- 2002: Don Lee – Yellow
- 2003: Gabe Hudson – Dear Mr. President
- 2004: Nell Freudenberger – Lucky Girls
- 2005: John Dalton – Heaven Lake
- 2006: Uzodinma Iweala – Beasts of No Nation
- 2007: Tony D’Souza – Whiteman
- 2008: Frances Hwang – Transparency: Stories
- 2009: Charles Bock – Beautiful Children
- 2010: Josh Weil – The New Valley
- 2011: Brando Skyhorse – The Madonnas of Echo Park
- 2012: Ismet Prcic – Shards
- 2013: Kevin Powers – The Yellow Birds
- 2014: Manuel Gonzales – The Miniature Wife
- 2015: Michael Carroll – Little Reef and Other Stories
- 2016: Kirstin Valdez Quade – Night at the Fiestas
- 2017: Lee Clay Johnson – Nitro Mountain
- 2018: Emily Fridlund – History of Wolves
- 2019: Jane Delury – The Balcony
- 2020: Isabella Hammad – The Parisian
- 2021: Douglas Stuart – Shuggie Bain[1]
- 2022: Jackie Polzin – Brood[2]
- 2023: Morgan Talty – Night of the Living Rez